# Ulrich Haltern

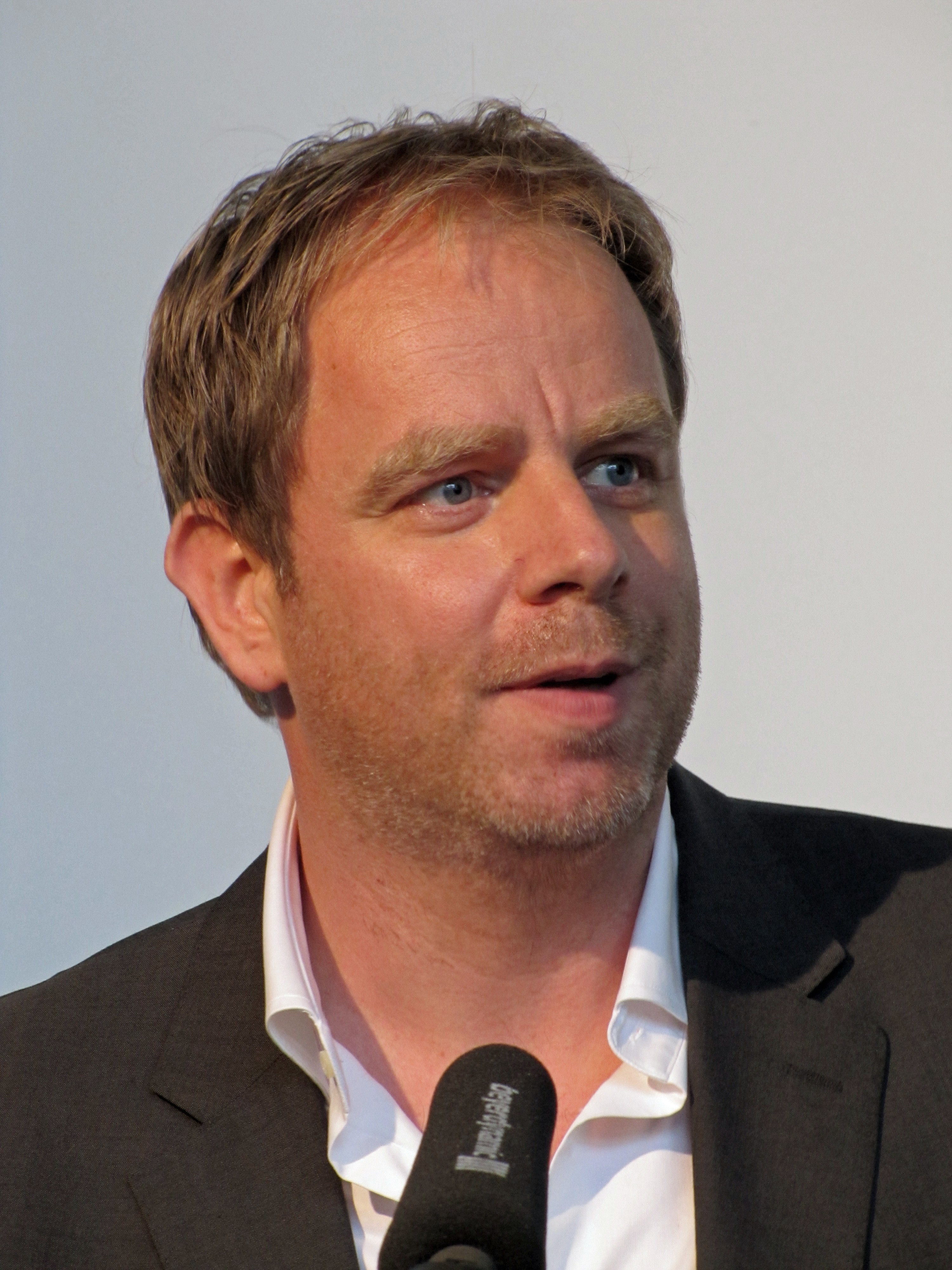
Ulrich Haltern (2013)

Ulrich R. Haltern (* 1967) ist ein deutscher Rechtswissenschaftler. Er ist Inhaber des Lehrstuhls für Öffentliches Recht, Europarecht und Rechtsphilosophie an der Ludwig-Maximilians-Universität München.

## Werdegang
Haltern studierte ab 1987 Rechtswissenschaften an den Universitäten Bochum und Genf. Seine beiden Staatsexamina legte er 1993 in Bochum und 1998 am Oberlandesgericht Hamm ab. In den Jahren 1993 und 1994 war er wissenschaftlicher Mitarbeiter von Knut Ipsen. Mit seinem LL.M.-Studium an der Yale Law School erwarb Haltern 1995 den akademischen Grad eines Master of Laws. Bis 1996 arbeitete er als wissenschaftlicher Mitarbeiter von Joseph H. H. Weiler an der Harvard Law School. Für das Referendariat nach Deutschland zurückgekehrt, wurde Haltern 1998 an der Universität Bochum zum Dr. iur. promoviert und arbeitete im folgenden Jahr als Visiting Lecturer an der Yale Law School und als Visiting Assistant Professor an der University of Michigan Law School.
Von 2000 bis 2003 war Haltern wissenschaftlicher Assistent von Dieter Grimm an der Humboldt-Universität zu Berlin. Dort habilitierte sich Haltern 2003 mit seiner Arbeit Europarecht und das Politische und erhielt die Venia Legendi für die Fächer Öffentliches Recht, Völkerrecht, Europarecht, Rechtsvergleichung und Rechtsphilosophie.
Von 2003 bis 2004 vertrat Haltern einen Lehrstuhl an der Universität St. Gallen. Von 2004 bis 2013 hatte er den Lehrstuhl für Öffentliches Recht, Europarecht und Rechtsphilosophie an der Leibniz Universität Hannover inne. 2013 wechselte er an die Albert-Ludwigs-Universität Freiburg im Breisgau, wo er bis 2019 Inhaber des Lehrstuhls für Deutsches und ausländisches Öffentliches Recht, Europa- und Völkerrecht, Direktor der Abteilung I: Europa- und Völkerrecht und 2017–2019 auch Geschäftsführender Direktor des Instituts für Öffentliches Recht war. 2004 lehnte Haltern ein Rufangebot der Universität St. Gallen und 2008 einen Ruf der Europa-Universität Viadrina Frankfurt (Oder) ab. 2010–2011 war er Fellow am Käte Hamburger Kolleg in Bonn, 2012–2013 am Wissenschaftskolleg zu Berlin. An der Universität St. Gallen hatte er 2014 eine Gastprofessur inne und ist zudem seit 2015 Martin-Flynn Global Law Professor an der University of Connecticut Law School.
Seit 2019 ist Haltern Inhaber des Lehrstuhls für Öffentliches Recht, Europarecht und Rechtsphilosophie an der Ludwig-Maximilians-Universität München sowie Direktor des Munich Center for Law and the Humanities.

## Wissenschaftliche Schwerpunkte
Seine inhaltlichen Forschungsschwerpunkte hat Haltern im Bereich des Rechts der Europäischen Union, des Verfassungsrechts, des Völkerrechts, der Rechtsvergleichung und der Staatslehre mit dem Schwerpunkt politische Theorie.
Sein methodischer Ansatz des „Rechts im Kontext“ verfolgt dabei das Ziel, die Einbettung des Rechts und seiner Dogmatik in die politische, kulturelle, wirtschaftliche und institutionelle Umwelt sichtbar zu machen. Rechtliche Argumentationen präzisierten sich, Dynamiken und Interessen könnten besser erklärt werden, Rechtsdiskurse insgesamt würden damit plausibler, sozial angebundener und so letztlich demokratisiert. Daneben widmet er sich einer Kulturtheorie des Rechts und des Staates.

## Privatleben
Ulrich Haltern ist mit Stefanie Killinger verheiratet und hat zwei Kinder.

## Sonstiges
Haltern war von 2012 bis 2022 Mitglied der Jury für den Niedersächsischen Staatspreis. Im Zuge des Antisemitismus-Skandals auf der documenta fifteen forderte er vom niedersächsischen Ministerpräsidenten Stephan Weil im Juni 2022 die Abberufung der Geschäftsführerin der documenta GmbH, Sabine Schormann, aus dieser Jury, weil diese im Kulturellen, Politischen und Wissenschaftlichen ein Trümmerfeld angerichtet und dabei auch die Werte des Staatspreises verletzt habe. Als diese Forderung erfolglos blieb, trat er selbst Anfang Juli 2022 zurück.

## Veröffentlichungen (Auswahl)
- Verfassungsgerichtsbarkeit, Demokratie und Misstrauen – Das Bundesverfassungsgericht in einer Verfassungstheorie zwischen Populismus und Progressivismus. Duncker & Humblot, Berlin 1998, ISBN 978-3-428-09415-8 (Dissertation).
- Europarecht und das Politische. Mohr Siebeck, Tübingen 2005, ISBN 978-3-16-148704-0 (Habilitationsschrift).
- Gemeinschaftsrechtliche Aspekte des Glücksspiels. Duncker & Humblot, Berlin 2007, ISBN 978-3-428-12607-1.
- Was bedeutet Souveränität? Mohr Siebeck, Tübingen 2007, ISBN 978-3-16-149203-7.
- Obamas politischer Körper. Berlin University Press, Berlin 2009, ISBN 978-3-940432-76-6.
- Soziokulturelle Präferenzen als Grenze des Marktes. Mohr Siebeck, Tübingen 2016, ISBN 978-3-16-154540-5.
- Völkerrecht statt Verordnungsrecht. Nomos, Baden-Baden 2016, ISBN 978-3-8487-3000-1.
- Europarecht - Dogmatik im Kontext, Bände 1 und 2. 3. Auflage. Mohr Siebeck, Tübingen 2017, ISBN 978-3-16-150497-6.